# Елизабета Канческа Милевска
Елизабета Канческа Милевска (Титов Велес, 30. јун 1970) је македонска политичарка и бивша министарка културе у Влади Северне Македоније.

## Биографија
Канческа Милевска је рођена 1970. године у Титовом Велесу. Године 1989. је завршила средњу школу Јосип Броз Тито у Скопљу.
Године 1993. дипломирала је на Филозофском факултету, Универзитета Св. Кирил и Методиј, одсек за социологију. У 2005. је магистрилала, a у фебруару 2012. је одбранила докторску тезу на тему Европски културни модел и културно-интеграцијска политика Северне Македоније.
Чланица је странке ВМРО ДПМНЕ, а од 2008. до 2017. је обављала функцију министарке културе у Влади Северне Македоније. Говори енглески и грчки језик. Удата је и има једног сина.